# گروه بنگستان
گروه بنگستان نام گروهی از سازندهای زمین‌شناسی حوضه زاگرس با سن آلبین تا کامپانین است که شامل یک چرخه رسوبی از سازندهای کژدمی، سَروَک، سورگاه و ایلام می‌باشد. مجموعه این سازندها گروه بنگستان نام گرفته‌اند که نام آن از کوه بنگستان در شمال بهبهان گرفته شده است.
میانگین تخلخل سنگ مخزن گروه بنگستان از ۲ درصد (در میدان نفتی شوروم) تا ۱۴ درصد (در میدان نفتی جفیر) متغیر می‌باشد. نفت خام مخازن گروه بنگستان (با میانگین ۸٫۵ درجه ای.پی.آی) بطور متوسط سنگین تر از میادین گروه خامی (بطور میانگین ۲۷٫۵ درجه‌ ای پی آی) می‌باشد. میادین گوار، میدان گازی تنگ بیجار، میدان نفتی ویزنهار، میدان نفتی سرکان، میدان نفتی ماله کوه، میدان نفتی آذر، میدان نفتی چنگوله، میدان نفتی دهلران، میدان نفتی دانان، میدان نفتی کبود، میدان نفتی قلعه نار، میدان نفتی لب سفید، میدان نفتی پلنگان، میدان نفتی دالپری، میدان نفتی لالی، میدان نفتی کارون، میدان نفتی شاخه، میدان نفتی پایدار، میدان نفتی پایدار غرب، میدان نفتی زیلایی، میدان نفتی پرسیاه، میدان نفتی نفت سفید، میدان نفتی هفتکل، میدان نفتی رامین، میدان نفتی بند کرخه، میدان نفتی آزادگان، میدان نفتی کوپال، میدان نفتی جفیر، میدان نفتی آب تیمور، میدان نفتی یادآوران، میدان نفتی دارخوین، میدان نفتی رامشیر، میدان نفتی شادگان، میدان نفتی آغاجاری، میدان نفتی کوه ریگ، میدان نفتی مختار، میدان نفتی شوروم، میدان نفتی ماماتین، میدان نفتی ماهشهر، میدان نفتی بی بی حکیمه، میدان نفتی منصورآباد، میدان نفتی تنگو، میدان نفتی سیاهمکان، میدان نفتی هندیجان، میدان نفتی بهرگانسر، میدان نفتی سولابدار، میدان نفتی کیلورکریم، میدان نفتی بینک، میدان نفتی نوروز، میدان نفتی سروش، میدان نفتی بهمن، میدان نفتی اسفندیار، میدان نفتی لاله، میدان نفتی کوه کاکی، میدان نفتی کوه مند، میدان نفتی بینالود، میدان گازی فرزاد بی، میدان نفتی سروستان، میدان پارس جنوبی، میدان نفتی هامون، میدان نفتی جاودان، میدان نفتی بلال، میدان نفتی بانه، میدان نفتی رشادت، میدان نفتی الوند، میدان نفتی سیوند، میدان نفتی نصرت، میدان سیری ال، میدان نفتی مبارک، میدان نفتی هنگام، میدان هرمز، میدان سلخ و میدان گازی گشوی جنوبی دارای مخازن گروه بنگستان می‌باشند.
امروزه تلاش می‌شود تا سازند کژدمی از گروه بنگستان حذف شود. وجود سازند سورگاه نیز در این گروه همیشگی نیست که در این صورت گروه بنگستان شامل دو سازند سروک (در زیر) و سازند ایلام (در بالا) خواهد بود. در این حالت ترجیح داده می‌شود به‌جای «گروه بنگستان» از عنوان «سازند بنگستان» که شامل دو سازند سروک و ایلام است، استفاده شود.